# Alentejo
Der Alentejo ([ɐlẽ'tɛʒu], portugiesisch für „jenseits des Tejo“) ist eine Region im Süden von Portugal. Mit einer Fläche von 31.604 km2 verzeichnete die Region im Jahr 2021 704.934 Einwohner und eine Bevölkerungsdichte von 22 Einwohnern pro km2. Sie gliedert sich in 5 Subregionen, 58 Kreise und 299 Gemeinden. Hauptstadt und größte Stadt der Region ist Évora mit 53.591 Einwohnern in der gesamten Gemeinde und 43.652 im Stadtgebiet. Der Alentejo grenzt im Süden an die Region Algarve, im Südwesten an den Atlantischen Ozean, im Nordwesten an die Metropolregion Lissabon, im Norden an die Region Centro, im Nordosten an die Extremadura (Spanien) und im Südosten an Andalusien (Spanien).

## Geographie

### Lage
Nachbarregionen sind die Região Centro im Norden, Região de Lisboa im Westen und die Algarve im Süden. Im Osten grenzt der Alentejo an Spanien, im Westen liegt der Atlantische Ozean; von dort steigt das Landschaftsprofil in Richtung Osten mehr und mehr an und erreicht in der Serra de São Mamede nahe der Grenze zu Spanien mit 1025 m die größte Höhe.

### Böden
Der Westen des Alentejo hat sandige Böden sowie etwas häufigere Niederschläge (ca. 700 mm/Jahr) und kann für den Anbau von Getreide und Ölsaaten genutzt werden. Der Osten dagegen hat steinige und felsige Untergründe (Granit und Schiefer); hier dominiert der Weinbau. Im Süden steht die Viehzucht auf dem häufig mit Kork- und Steineichen bewachsenen Gelände eindeutig im Vordergrund.

### Flüsse und Seen
Im Südwesten des Alentejo gibt es außer den beiden Küstenflüssen Río Sado und dem Rio Mira und dem See des Santa-Clara-Staudamms, nur wenige Oberflächengewässer. Im Osten begrenzt der Río Guadiana, der im riesigen Alqueva-Stausee gestaut wird, streckenweise das Gebiet. Im Norden und Nordosten des Alentejo sind kleinere Fließgewässer häufiger.
In der Region herrscht aufgrund der Intensivlandwirtschaft Wasserknappheit.

## Verwaltung

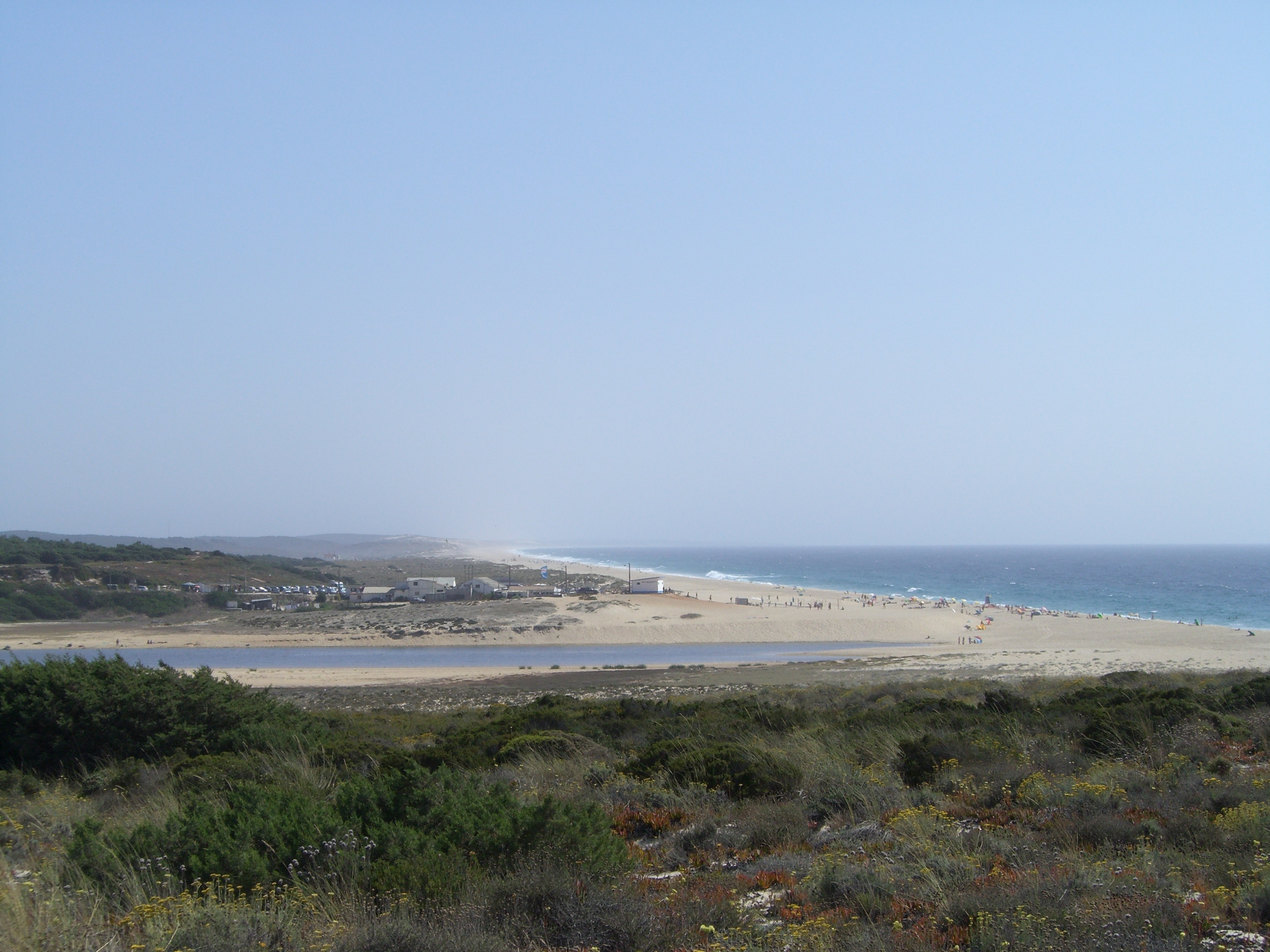
Atlantikküste bei Melides

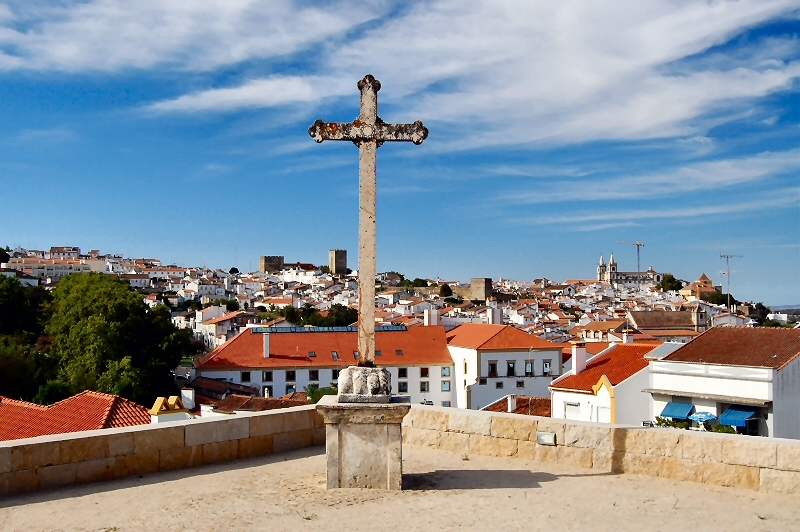
Portalegre

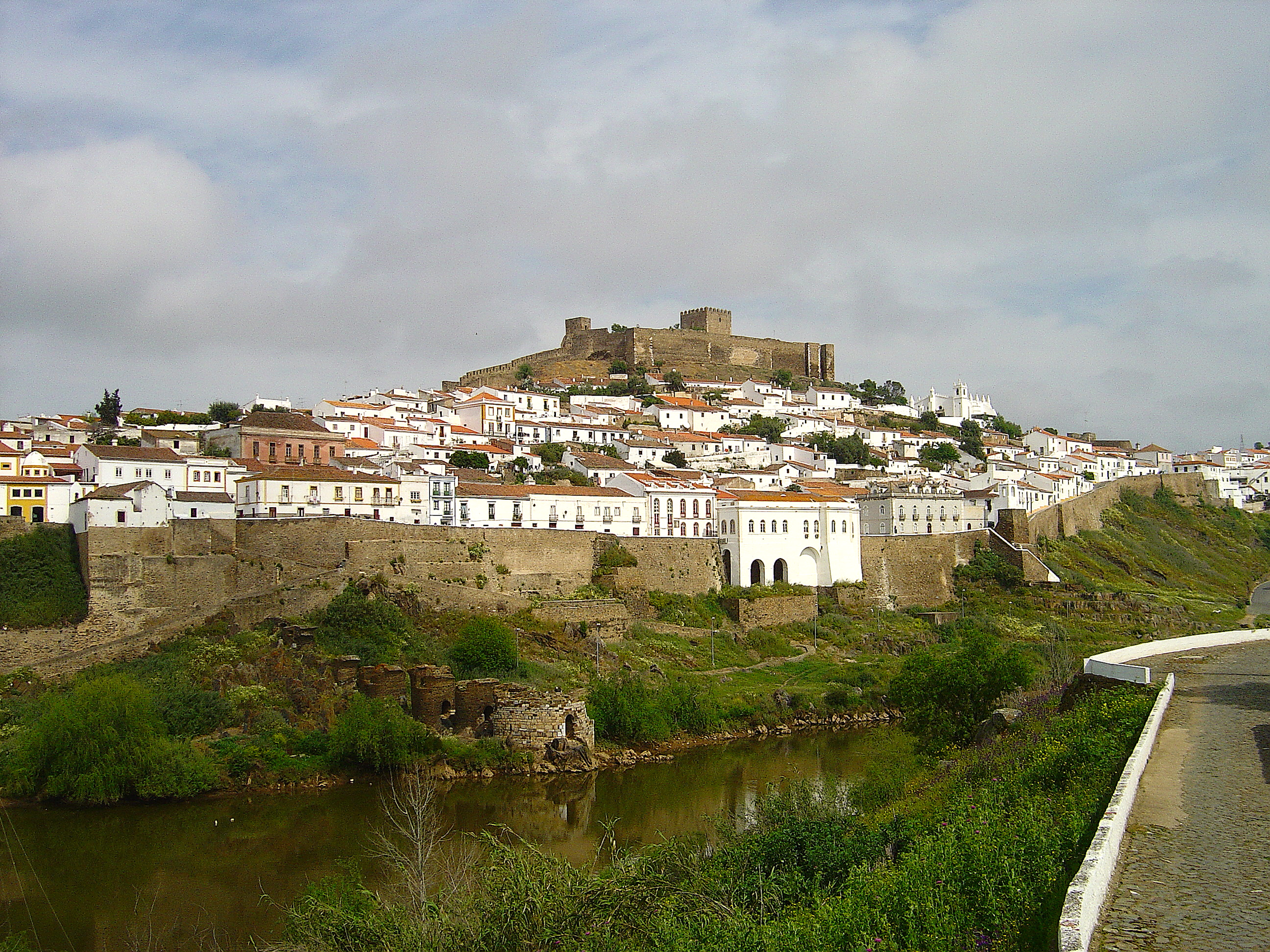
Mértola

### Gliederung
Die Region unterteilt sich in fünf statistische Unterregionen:
| Subregion        | Anzahl Kreise | Anzahl Gemeinden | Einwohner (2021) | Fläche km² | Dichte Einw./km² | LAU- Code |
| ---------------- | ------------- | ---------------- | ---------------- | ---------- | ---------------- | --------- |
| Alentejo Central | 14            | 69               | 152.444          | 7.393,46   | 21               | 187       |
| Alentejo Litoral | 5             | 31               | 96.442           | 5.309,40   | 18               | 181       |
| Alto Alentejo    | 15            | 69               | 104.923          | 6.084,29   | 17               | 186       |
| Baixo Alentejo   | 13            | 62               | 114.863          | 8.542,69   | 13               | 184       |
| Lezíria do Tejo  | 11            | 68               | 235.861          | 4.274,96   | 55               | 185       |
| Alentejo         | 58            | 299              | 704.533          | 31.604,80  | 22               | 18        |

Der Alentejo hat 58 Kreise (concelhos).

### Größte Gemeinden
| Gemeinde                 | Einwohner (Census 2011) |
| ------------------------ | ----------------------- |
| Évora                    | 57.073                  |
| Beja                     | 35.730                  |
| Portalegre               | 24.973                  |
| Elvas                    | 23.087                  |
| Montemor-o-Novo          | 17.409                  |
| Sines                    | 13.225                  |
| Vendas Novas             | 11.080                  |
| Grândola                 | 10.660                  |
| Vila Nova de Santo André | 10.605                  |
| Ponte de Sor             | 08.943                  |
| Mértola                  | 02.824                  |

## Wirtschaft
Im Vergleich mit dem BIP pro Kopf der EU ausgedrückt in Kaufkraftparität erreicht die Region einen Index von 70 (EU-28=100) (2015). Damit gehört sie zu den ärmsten Regionen Westeuropas, die Wirtschaftsstruktur ist hauptsächlich von der Landwirtschaft geprägt. In den 1950er bis 1980er Jahren wanderten viele junge Männer aus der Region nach Lissabon ab oder gingen als Gastarbeiter ins Ausland (z. B. nach Frankreich, England oder in die Bundesrepublik Deutschland). Das Hauptanbaugebiet von Korkeichen in ganz Portugal befindet sich zum Großteil in der Region Alentejo, des Weiteren auch in der benachbarten Algarve. Seit den letzten Jahrzehnten des 20. Jahrhunderts haben nicht nur die Weine des Alentejo eine internationale Bedeutung erlangt; auch Plantagen von Oliven und Beeren, die von Arbeitsmigranten aus Osteuropa und Asien für einen Hungerlohn geerntet werden, liegen hier. In der Region herrscht aufgrund der Intensivlandwirtschaft Wasserknappheit, sowohl für die Einwohner als auch für die Natur in der Region.
Im Jahr 2017 betrug die Arbeitslosenquote 8,4 %.

## Geschichte
Der Alentejo war schon in der Jungsteinzeit besiedelt; davon zeugen zahlreiche Megalithbauten und Menhire. Auch die Römer ließen sich hier nieder und gründeten Städte, darunter Évora, Elvas, Ammaia und Miróbriga sowie zahlreiche Landgüter (villae rusticae). Im 8. und 9. Jahrhundert kamen die Mauren, von denen jedoch nur wenige Siedlungsspuren blieben; sie wurden im Rahmen der Reconquista im 12. Jahrhundert sukzessive nach Süden abgedrängt und mit der Eroberung Faros (1272) gänzlich aus Portugal vertrieben. Von 1580 bis 1640 war das Königreich Portugal mit dem Königreich Spanien in Personalunion vereinigt. Im 19. und 20. Jahrhundert wanderten viele Bewohner des Alentejo aus oder verdingten sich als Gastarbeiter in anderen Ländern Europas.
Nach der Nelkenrevolution 1974 war Alentejo die einzige Region Portugals, in der sich anstelle der Partido Socialista (PS) die kommunistische Partido Comunista Português (PCP) durchsetzen konnte. In Folge ging von Großgrundbesitzern enteignetes Land mehrheitlich in landwirtschaftlichen Kooperativen auf.

## Sehenswürdigkeiten

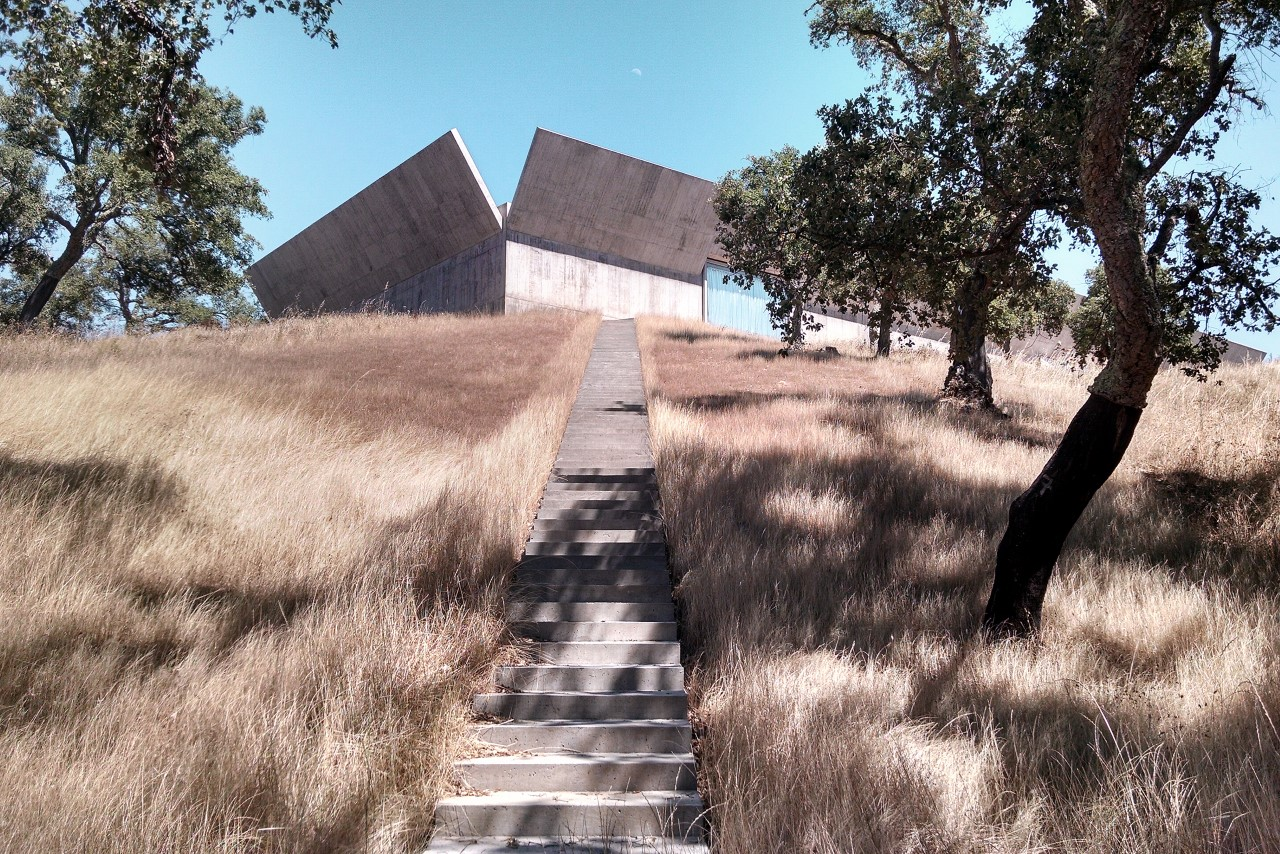
Villa Além

- Zahlreiche Megalithmonumente wie die im Distrikt Évora oder im Gebiet des Monte da Ponte bezeugen die Anwesenheit von Menschen in der Jungsteinzeit.
- Aus der Römerzeit stammen der sogenannte „Diana-Tempel“ in Évora sowie die Fundamente des Aquädukts von Elvas. Darüber hinaus bieten die Archäologischen Museen von Beja und Moura weiterführende Informationen.
- Das historische Zentrum der Stadt Évora wurde im Jahr 1986 von der UNESCO als Weltkulturerbe anerkannt.[6]
- Die Grenz- und Garnisonsstadt Elvas mit ihren Befestigungen folgte im Jahr 2012.[7]
- Die Städte Beja, Mértola und Montemor-o-Novo bieten mittelalterliche Burgen (castelos) und Renaissance- bzw. Barockkirchen (igrejas).
- 2014: Villa Além von Tamara und Valerio Olgiati

## Film
- Montados – Portugals Urwälder. (OT: Natural World: Creatures of the Cork Forest.) Dokumentarfilm, Großbritannien, 2011, 46:30 Min., Regie: Tim Martin, Produktion: BBC Earth, deutsche Erstsendung: 1. Dezember 2011 bei arte, Inhaltsangabe von SRF, online-Videos von BBC.
- Alentejo, Alentejo, Dokumentarfilm (2014)